# Ipomoea chiliantha
Ipomoea chiliantha är en vindeväxtart som beskrevs av Hallier f. Ipomoea chiliantha ingår i släktet praktvindor, och familjen vindeväxter. Inga underarter finns listade i Catalogue of Life.